# Aspalathus desertorum
Aspalathus desertorum är en ärtväxtart som beskrevs av Harry Bolus. Aspalathus desertorum ingår i släktet Aspalathus och familjen ärtväxter. Inga underarter finns listade i Catalogue of Life.